# Ancylocerini
Los ancilocerinos (Ancylocerini) son una  tribu de coleópteros polífagos crisomeloideos de la familia Cerambycidae.

## Géneros
Tiene los siguientes géneros:
- Ancylocera Audinet-Serville, 1834
- Assycuera Napp & Monné, 2001
- Callancyla Aurivillius, 1912
- Ceralocyna Viana, 1971
- Cercoptera Spinola, 1839
- Exallancyla Monné & Napp, 2000
- Ischnotes Newman, 1840
- Mimonneticus Monné & Napp, 2000